# Carex skottsbergiana
Carex skottsbergiana là một loài thực vật có hoa trong họ Cói. Loài này được Kük. mô tả khoa học đầu tiên năm 1910.